# Cattedrale di Sant'Eugenio (Santa Rosa)
La cattedrale di Sant'Eugenio (in inglese: St Eugene's Cathedral) è la cattedrale cattolica di Santa Rosa, in California, Stati Uniti d'America, e sede della diocesi di Santa Rosa in California.

## Storia
La prima missione cattolica venne creata dagli Spagnoli nei primi anni del 1800 nella zona dove si trova attualmente la cattedrale. Il primo edificio di culto venne costruito intorno al 1829. Più tardi, nel 1868, sul luogo sarebbe stata fondata la città di Santa Rosa.
La parrocchia di Sant'Eugenio, situata nella periferia orientale della città, è stata istituita il 1º luglio del 1950 da John J. Mitty, Arcivescovo di San Francisco. La dedicazione della nuova chiesa si è tenuta il 25 novembre 1951. La chiesa è stata elevata a cattedrale il 20 febbraio 1962, contestualmente alla fondazione della diocesi di Santa Rosa per scorporo del territorio dall'Arcidiocesi di San Francisco.